# Cupim de Coração
"Cupim de Coração" é uma canção da cantora brasileira Joelma, gravada para seu segundo EP Minhas Origens (2019). Foi composta por Chrystian Lima, Elivandro Cuca e Renato Moreno. A canção foi lançada como a segunda faixa do EP em 13 de setembro de 2019 de forma independente. Uma versão ao vivo, contida em seu segundo álbum ao vivo 25 Anos (2020), foi lançada como o único single do álbum em 24 de agosto de 2020 através da Midas Music. "Cupim de Coração" é uma mescla de bachata e calypso que fala de um homem que maltrata o coração das mulheres.
O vídeo musical de "Cupim de Coração" foi lançado em 14 de setembro de 2019 e apresenta Joelma cantando a canção numa espécie de boate.

## Antecedentes e lançamento
"Cupim de Coração" foi lançada individualmente de forma independente em 13 de setembro de 2019 como a segunda faixa do segundo extended play (EP) de Joelma, Minhas Origens. O EP completo foi lançado duas semanas depois, em 27 de setembro. A canção foi incluída no repertório do seu segundo álbum ao vivo, 25 Anos, gravado em 12 de novembro de 2019 na casa de shows Atlanta Music Hall, em Goiânia, e lançado em 24 de julho de 2020. Um mês depois, a Midas Music enviou a faixa para as estações de rádio, servindo como o único single do álbum.

## Composição
Composta por Chrystian Lima, Elivandro Cuca e Renato Moreno, "Cupim de Coração" é uma mescla de bachata e calypso que fala de um homem que maltrata o coração das mulheres.

## Vídeo musical
O videoclipe de "Cupim de Coração" foi lançado em 14 de setembro de 2019. No vídeo, gravado em Belém, Joelma aparece cantando a canção numa espécie de boate.

## Apresentações ao vivo
Joelma cantou "Cupim de Coração" ao vivo em várias ocasiões durante a promoção do álbum entre 2020 e 2021, principalmente em programas de televisão. Ela fez a primeira apresentação televisionada da canção no The Noite com Danilo Gentili em 24 de setembro de 2020. No dia 27 do mesmo mês, a cantora performou a canção no Domingo Legal, juntamente com "Dançando Calypso". Dois dias depois, interpretou a canção no Programa do Ratinho. Em outubro, cantou a canção no É de Casa, Melhor Agora e na 12ª temporada do reality show A Fazenda. Em dezembro de 2020, cantou a canção no Encontro, Ritmo Brasil, Eliana e Mulheres. Em janeiro de 2021, cantou a canção no Altas Horas e Hora do Faro.